# Лейкмонт (Пенсільванія)
Лейкмонт (англ. Lakemont) — переписна місцевість (CDP) в США, в окрузі Блер штату Пенсільванія. Населення — 1773 особи (2020).

## Географія
Лейкмонт розташований за координатами 40°27′56″ пн. ш. 78°23′30″ зх. д. / 40.46556° пн. ш. 78.39167° зх. д. (40.465434, -78.391752).  За даними Бюро перепису населення США в 2010 році переписна місцевість мала площу 4,32 км², з яких 4,26 км² — суходіл та 0,06 км² — водойми.

## Демографія
Згідно з переписом 2010 року, у переписній місцевості мешкало 1868 осіб у 853 домогосподарствах у складі 545 родин. Густота населення становила 432 особи/км².  Було 926 помешкань (214/км²).
Расовий склад населення:
| - 97,9 % — білих - 0,9 % — азіатів - 0,8 % — чорних або афроамериканців - 0,1 % — корінних американців |

До двох чи більше рас належало 0,4 %. Частка іспаномовних становила 0,5 % від усіх жителів.
За віковим діапазоном населення розподілялося таким чином: 17,8 % — особи молодші 18 років, 63,7 % — особи у віці 18—64 років, 18,5 % — особи у віці 65 років та старші. Медіана віку мешканця становила 46,7 року. На 100 осіб жіночої статі у переписній місцевості припадало 94,6 чоловіків;  на 100 жінок у віці від 18 років та старших — 91,6 чоловіків також старших 18 років.
Середній дохід на одне домашнє господарство  становив 58 103 долари США (медіана — 42 034), а середній дохід на одну сім'ю — 71 192 долари (медіана — 53 080). Медіана доходів становила 48 427 доларів для чоловіків та 33 638 доларів для жінок. За межею бідності перебувало 5,8 % осіб, у тому числі 7,0 % дітей у віці до 18 років та 3,2 % осіб у віці 65 років та старших.
Цивільне працевлаштоване населення становило 1146 осіб. Основні галузі зайнятості: роздрібна торгівля — 24,3 %, освіта, охорона здоров'я та соціальна допомога — 19,1 %, науковці, спеціалісти, менеджери — 8,7 %, виробництво — 8,2 %.